# Pithecia chrysocephala
Pithecia chrysocephala (лат.) — вид приматов из семейства саковых.

## Систематика
Изначально считался подвидом бледного саки (Pithecia pithecia), однако в 2014 году по результатам морфологического анализа был поднят до ранга вида.

## Описание
Цвет шерсти в основном чёрный, включая ступни и кисти, похож на окрас вида Pithecia pithecia, за исключением цвета лицевого диска, который у Pithecia chrysocephala оранжевая или красновато-коричневая. Морда безволосая, с чёрной кожей, над верхней губой пряди светлых волос. Самки отличаются коричневатым цветом шерсти и более светлой кожей морды. Брюхо светло-оранжевое.

## Распространение
Эндемик Бразилии, где встречается к северу от Амазонки по обоим берегам реки Риу-Негру, особенно в её нижнем течении в муниципалитете Манакапуру.

## Статус популяции
Международный союз охраны природы присвоил виду охранный статус «Вызывает наименьшие подозрения» (англ. Least Concern). Ареал этого вида обширен, находится в удалённых районах амазонского дождевого леса, вид присутствует на многих охраняемых территориях.